# Замок Акасака
Замок Акасака (яп. 赤坂城, あかさかじょう акасака-дзё:) — японский замок на территории села Тихая-Акасака в префектуре Осака. Национальная историческая достопримечательность Японии. Известен как центр восстания Кусуноки Масасигэ в конце периода Камакура.

## История
В 1331 году, после взятия самурайскими правительственными силами замка Касаоки императора Го-Дайго, войска роялистов под предводительством Кусуноки Масасигэ подняли восстание и заперлись в нижнем замке Акасака (яп. 下赤坂城). Согласно «Тайхэйки», это было небольшое горное укрепление. Кусуноки в течение нескольких недель успешно отражал приступы численно превосходящих отрядов сёгуната и рокухарского инспектора. Когда силы исчерпались, глава повстанцев поджёг замок и тайно оставил его. Войска камакурского правительства захватили укрепление, но поймать противников не смогли.
В 1332 году Кусуноки опять собрал верные императору Го-Дайго войска и занял верхний замок Акасака (яп. 上赤坂城). Рядом с ним он соорудил форт Тибая, в котором посадил главой полководца Хирано Сёгэна. Однако войска Камакурского сёгуната смогли вновь захватить Акасаку, перекрыв восставшим доступ к воде и отравив колодцы.
В середине XIV века вокруг «верхнего» и «нижнего» замков Акасака велись бои между войсками северной и южной династий императорского дома Японии.
Сегодня от замка Акасака не осталось даже и руин.